# Zack Baun
Zack Baun (* 30. Dezember 1996 in Milwaukee, Wisconsin) ist ein US-amerikanischer American-Football-Spieler auf der Position des Linebackers. Aktuell spielt er bei den Philadelphia Eagles in der National Football League (NFL). 

## Frühe Jahre und College
Baun wurde in Milwaukee geboren und wuchs im nahe gelegenen West Bend, Wisconsin, auf. In seiner Kindheit tanzte er und spielte neben American Football auch Fußball. Zunächst besuchte er die West Bend East High School, wechselte aber nach zwei Jahren auf die Brown Deer High School, da er mit seinen Eltern umgezogen war. Dort war er in der Football-, Basketball und Leichtathletikmannschaft der Schule aktiv. Mit seiner Basketballmannschaft konnte er zwei Staatsmeisterschaften gewinnen, als Leichtathlet stellte er neue Schulbestleistungen sowohl im 200-Meter-Lauf als auch im Hochsprung auf. Auch in der Footballmannschaft konnte Baun überzeugen. Er kam sowohl in der Offense als Quarterback als auch in der Defense als Linebacker zum Einsatz. Als Quarterback warf er den Ball für 3061 Yards und lief für 3923 Yards, insgesamt gelangen ihm 94 Touchdowns. Er wurde unter anderem zum Offensive Player of the Year und ins All-State-Team gewählt und galt als einer der besten Footballspieler seines Jahrgangs.
Nach seinem Highschoolabschluss entschied er sich, ein Stipendienangebot der University of Wisconsin–Madison anzunehmen und fortan für die Wisconsin Badgers College Football zu spielen. In seinem ersten Jahr wurde Baun jedoch geredshirted. In seinem zweiten Jahr kam er dann regelmäßig zum Einsatz, sein drittes Jahr verpasste er jedoch verletzungsbedingt komplett. Danach entwickelte er sich jedoch zum festen Stammspieler in der Defense der Badgers und kam so insgesamt in 39 Spielen zum Einsatz, in denen er 154 Tackles, 15 Sacks sowie zwei Interceptions verzeichnen konnte. Insbesondere in seinem letzten Jahr konnte er mit 12,5 Sacks überzeugen und wurde so ins First-Team All-Big Ten sowie zum All-American gewählt. Auch mit seinem Team war er erfolgreich, so konnte das Team 2016 den Cotton Bowl Classic sowie 2018 den Pinstripe Bowl gewinnen. Er verließ die Universität nach fünf Jahren mit einem Abschluss in Retailing and Consumer Behavior, um am NFL-Draft teilzunehmen.

## NFL

### New Orleans Saints
Beim NFL-Draft 2020 wurde Baun in der dritten Runde an 74. Stelle von den New Orleans Saints ausgewählt. Nachdem er in der ersten Woche nicht zum Einsatz gekommen war, debütierte er am 2. Spieltag der Saison 2020 bei einer 24:34-Niederlage gegen die Las Vegas Raiders in den Special Teams. In seiner ersten Saison kam er zumeist nur in den Special Teams zum Einsatz. Am 4. Spieltag konnte er beim 35:29-Sieg gegen die Detroit Lions seinen ersten Tackle in der NFL verzeichnen, daraufhin stand er am 5. Spieltag beim 30:27-Sieg gegen die Los Angeles Chargers erstmals in der Startformation der Chargers. Dort konnte er sich allerdings nicht etablieren und kam weiterhin hauptsächlich in den Special Teams zum Einsatz. Da die New Orleans Saints in der Saison 12 Spiele gewannen und nur fünf verloren, konnten sie die NFC South gewinnen und sich somit für die Playoffs qualifizieren. Dort debütierte Baun beim 21:9-Sieg gegen die Chicago Bears in der Wildcard-Runde, bei der folgenden 20:30-Niederlage gegen die Tampa Bay Buccaneers in der Divisional-Runde gelangen ihm drei Tackles.
Auch in der Saison 2021 war er in der Defense nur Backup für Kwon Alexander und Pete Werner und kam somit weiterhin fast ausschließlich in den Special Teams zum Einsatz. Bei der 3:20-Niederlage gegen die Miami Dolphins am 16. Spieltag konnte er insgesamt acht Tackles verzeichnen, zu diesem Zeitpunkt ein neuer Karrierehöchstwert für Baun. Auch in der Saison 2022 änderte sich seine Spielsituation nicht. Bei der 16:17-Niederlage gegen die Tampa Bay Buccaneers am 13. Spieltag zog er sich jedoch eine Knöchelverletzung zu, wegen der er auf die Injured Reserve Liste gesetzt wurde und die restliche Saison verletzungsbedingt verpasste.
In der Saison 2023 kam er zu etwas mehr Einsatzzeiten auch in der Defense der Saints. Am 6. Spieltag konnte Baun bei der 13:20-Niederlage gegen die Houston Texans schließlich seine erste Interception in der NFL von C. J. Stroud fangen. Bei der 28:33-Niederlage gegen die Detroit Lions am 13. Spieltag gelang ihm außerdem sein erster Sack, diesmal an Jared Goff. Am 17. Spieltag konnte er gegen die Buccaneers seinen zweiten Sack verzeichnen. Nach der Saison erhielt er jedoch keinen neuen Vertrag bei den Saints und wurde ein Free Agent.

### Philadelphia Eagles
Daraufhin unterschrieb er im März 2024 einen Einjahresvertrag bei den Philadelphia Eagles. Dort entwickelte er sich auf Anhieb zum Leistungsträger und Stammspieler in der Defense. Sein Debüt für sein neues Team gab er direkt am 1. Spieltag beim 34:29-Sieg gegen die Green Bay Packers beim ersten NFL-Spiel, das in Brasilien stattfand. In diesem Spiel konnte Baun mit 15 Tackles sowie zwei Sacks an den Quarterbacks Jordan Love und Malik Willis jeweils neue Karrierehöchstwerte aufstellen. Am 9. Spieltag fing er seine erste Interception für die Eagles beim 28:23-Sieg gegen die Jacksonville Jaguars, am 10. Spieltag konnte er beim 34:6-Sieg gegen die Dallas Cowboys zwei Fumbles erzwingen und wurde dafür zum NFC Defensive Player of the Week ernannt. Am 11. Spieltag konnte er beim 26:18-Sieg gegen die Washington Commanders erneut 15 Tackles verzeichnen. Er beendete die Regular Season mit 151 Tackles, 3,5 Sacks sowie einer Interception. Er verzeichnete die sechstmeisten Tackles in der Liga in der Saison, die meisten aller Spieler der Eagles. Für seine Leistungen wurde Baun 2024 sowohl ins First-Team All-Pro als auch in den Pro Bowl gewählt. Mit den Eagles konnte er mit 14 Siegen bei drei Niederlage die NFC East gewinnen und somit in die Playoffs einziehen. In seinem ersten Postseason-Spiel für die Eagles konnte er eine Interception von Jordan Love fangen, sodass die Eagles gegen die Green Bay Packers mit 22:10 gewinnen konnten. Nach einem 28:22-Sieg gegen die Los Angeles Rams in der Divisional Runde trafen sie im NFC Championship Game auf die Washington Commanders. Diese besiegten sie jedoch deutlich mit 55:23, Baun verzeichnete 12 Tackles und konnte ein Fumble erzwingen, und zogen somit in den Super Bowl LIX ein, in dem sie auf die Kansas City Chiefs trafen. In dem Spiel, das im Caesars Superdome in New Orleans stattfand, war Baun erneut Starter seiner Mannschaft. Insgesamt konnte er sieben Tackles verzeichnen und eine Interception von Patrick Mahomes fangen und verhalf seiner Mannschaft somit zum 40:22-Sieg gegen die Chiefs. Mit insgesamt 33 Tackles konnte er die meisten Tackles aller Spieler in den Playoffs der Saison 2024 verzeichnen.

## Karrierestatistiken
| Legende | Legende            |
| ------- | ------------------ |
|         | Super-Bowl-Sieg    |
| Fett    | Karrierehöchstwert |

### Regular Season
| Saison                             | Team             | Spiele | Spiele  | Tackles | Tackles | Tackles | Tackles | Interceptions | Interceptions | Interceptions | Interceptions | Interceptions | Interceptions | Fumbles | Fumbles | Fumbles |
| Saison                             | Team             | Gesamt | Starter | Gesamt  | Solo    | Assist  | Sacks   | PD            | Int           | Yards         | Durchschnitt  | Lang          | TD            | FF      | FR      | TD      |
| ---------------------------------- | ---------------- | ------ | ------- | ------- | ------- | ------- | ------- | ------------- | ------------- | ------------- | ------------- | ------------- | ------------- | ------- | ------- | ------- |
| 2020                               | Saints           | 15     | 3       | 12      | 7       | 5       | 0,0     | 0             | 0             | 0             | 0,0           | 0             | 0             | 0       | 0       | 0       |
| 2021                               | Saints           | 17     | 4       | 30      | 22      | 8       | 0,0     | 0             | 0             | 0             | 0,0           | 0             | 0             | 0       | 0       | 0       |
| 2022                               | Saints           | 13     | 1       | 16      | 11      | 5       | 0,0     | 0             | 0             | 0             | 0,0           | 0             | 0             | 0       | 0       | 0       |
| 2023                               | Saints           | 17     | 6       | 30      | 20      | 10      | 2,0     | 2             | 1             | 10            | 10,0          | 10            | 0             | 0       | 0       | 0       |
| 2024                               | Eagles           | 16     | 16      | 151     | 93      | 58      | 3,5     | 4             | 1             | 0             | 0,0           | 0             | 0             | 5       | 1       | 0       |
| Gesamte Karriere                   | Gesamte Karriere | 78     | 30      | 239     | 153     | 86      | 5,5     | 6             | 2             | 10            | 5,0           | 10            | 0             | 5       | 1       | 0       |
| Quelle: pro-football-reference.com |                  |        |         |         |         |         |         |               |               |               |               |               |               |         |         |         |

### Postseason
| Saison                             | Team             | Spiele | Spiele  | Tackles | Tackles | Tackles | Tackles | Interceptions | Interceptions | Interceptions | Interceptions | Interceptions | Interceptions | Fumbles | Fumbles | Fumbles |
| Saison                             | Team             | Gesamt | Starter | Gesamt  | Solo    | Assist  | Sacks   | PD            | Int           | Yards         | Durchschnitt  | Lang          | TD            | FF      | FR      | TD      |
| ---------------------------------- | ---------------- | ------ | ------- | ------- | ------- | ------- | ------- | ------------- | ------------- | ------------- | ------------- | ------------- | ------------- | ------- | ------- | ------- |
| 2020                               | Saints           | 2      | 0       | 3       | 2       | 1       | 0,0     | 0             | 0             | 0             | 0,0           | 0             | 0             | 0       | 0       | 0       |
| 2024                               | Eagles           | 4      | 4       | 33      | 20      | 13      | 0,0     | 3             | 2             | 16            | 8,0           | 16            | 0             | 1       | 2       | 0       |
| Gesamte Karriere                   | Gesamte Karriere | 6      | 4       | 36      | 22      | 14      | 0,0     | 3             | 2             | 16            | 8,0           | 16            | 0             | 1       | 2       | 0       |
| Quelle: pro-football-reference.com |                  |        |         |         |         |         |         |               |               |               |               |               |               |         |         |         |